# Augustin Kovařík
P. Augustin Kovařík (1. srpna 1868 Vlachovice – 9. prosince 1920 Unzmarkt) byl český římskokatolický kněz a obrozenec, který působil v Rakousku. Kvůli své národnosti a podpoře českých národních spolků a nakladatelství se stal obětí perzekuce.

## Život
Augustin Kovařík se narodil ve Vlachovicích v okrese Uherský Brod, do rodiny rolníka Josefa Kovaříka a jeho manželky Barbory, rozené Strážnické. Augustin vyrůstal se svými pěti staršími sourozenci na rodinném gruntě v městečku Vlachovice poblíž Valašských Klobouk. Otec Augustina byl jako většina lidí žijících na Valašsku rolník, hospodařil na 1/2 lánu a zasahoval do dění ve vesnici jako radní.
Ve svých 12 letech Augustin začal studovat na vyšším gymnáziu ve Valašském Meziříčí. Při studiu bydlel u soudního písaře Josefa Skýpaly v Nové ulici čp. 180. Po osmi letech, v roce 1889 gymnázium opustil s úmyslem stát se knězem a přestěhoval se do Rakouska, kde studoval další čtyři roky teologii na univerzitě ve Štýrském Hradci.
O čtyři roky později, 20. dubna 1893 byl vysvěcen jako kaplan Římskokatolické církve a 14. srpna 1893 začal působit ve farnosti Abstall. Apače je občina v dnešním Slovinsku, nacházející se na historickém území Dolního Štýrska. Z Apačí byl po roce poslán do farnosti Sankt Stefan ob Stainz, nacházející se ve stejnojmenné vesnici poblíž Štýrského Hradce. V letech 1895–1898 působil ve farnosti Jeging. 1898–1900 byl kaplanem v obci Anger. 1. srpna 1902 se vrátil zpátky do Apačí a po dvou letech byl poslán do farnosti Fohnsdorf.
16. srpna 1904 začal sloužit ve farnosti Unzmarkt, kde zůstal až do konce svého života. Augustin se rád vracel na svou rodnou Moravu. Každé léto navštěvoval svou rodinu ve Vlachovicích. Na jaře roku 1906 se musel na chvíli vrátit domů, kvůli náhlé smrti jeho otce, aby sloužil zádušní mši. Byl členem českého nakladatelství Dědictví svatojánské. Posílal i příspěvky pro chudé studenty na gymnáziu ve Valašském Meziříčí, kde v mládí studoval.
V lednu 1919 Augustin utrpěl mrtvici a požádal o odchod do důchodu. Po mrtvici měl v úmyslu opustit nemocnici Barmherzigen Brüder ve Štýrském Hradci na lázeňský pobyt v Luhačovicích na Moravě. Na Moravě si přál také zůstat. Diecézi Graz-Seckau požádal o propuštění do důchodu. Ta mu 14. srpna 1920 vyhověla. Nejspíše kvůli jeho zhoršenému zdravotnímu stavu nemohl opustit Rakousko a tak žil na statku, který koupil v Unzmarktu. Zde se o něj starala jeho sestra Anna. Do své rodné vlasti se již nikdy nevrátil. Zemřel 9. prosince 1920 ve věku 52 let, když ho stihla druhá mrtvice. Místo jeho posledního odpočinku není známo. Podle pravnučky Augustinovy sestry je pohřben na místním hřbitově ve Vlachovicích. Druhá možnost je, že byl pochován v Unzmarktu, ale podle farnosti Unzmarkt se na farním hřbitově jeho hrob nenachází.

## Perzekuce
Podle Václava Petery, bývalého kostelníka v katedrále sv. Víta byla mrtvice a smrt Augustina způsobena neustálým střežením rakouského četnictva, kvůli jeho národnosti. Ve své rukopisné práci Géniové církve a vlasti Petera píše: "pobyt v cizině byl mu pro jeho národní cítění velmi obtížný a stal se nakonec obětí perzekuce, byl neustále střežen a každý jeho krok sledován četnictvem, to byla příčina jeho smrti - mrtvice".

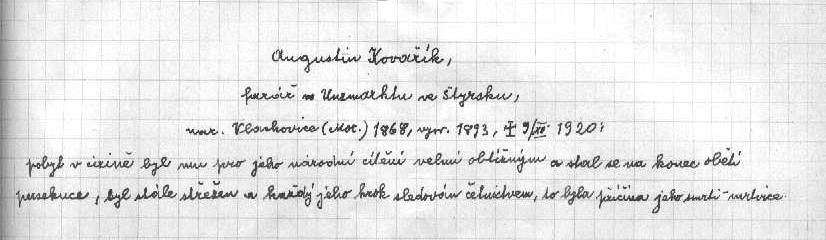
Úryvek z rukopisu Václava Petery